# Nigramma todarella
Nigramma todarella är en fjärilsart som beskrevs av Embrik Strand 1917. Nigramma todarella ingår i släktet Nigramma och familjen nattflyn. Inga underarter finns listade i Catalogue of Life.